# Теобальд I (герцог Лотарингії)
Теобальд (Тібо) I (нім. Theobald I, фр. Thibaud I; бл. 1191 — 17 лютого 1220) — герцог Лотарингії в 1213—1220 роках.

## Життєпис
Походив з Лотаринзького дому. Старший син Фрідріх II, герцога Лотарингії, та Агнеси де Скарпонн. Народився близько 1191 року. У 1206 році одружився з донькою графа Дагсбурга і Меца. У 1213 році після смерті батька успадкував Лотарингію.
Відмовився від політики попередника, спрямованої на союз з династією Гогенштауфенів, перейшовши на бік Оттона Вельфа. В його армії брав участь у битві при Бувіні 1214 року, де потрапив у полон.
1216 року у Війні за Шампанську спадщину підтримав графа Ерарда I де Брієна проти Теобальда I, короля Наварри, якого, в свою чергу, підтримували французький король Філіпп II Август, імператор Фрідріх II і Генріх II, граф Бара. У 1217 році внаслідок суперечки вбив свого стрийка Матьє, єпископа Туля.
Спочатку вдалося відвоювати важливий замок Росгайм та сплюндрувати Ельзас. Але в 1218 році імператор вдерся до Лотарингії, де спалив Нансі (другу герцогську резиденцію). Герцог Лотарингії, здавши замок Аманс, потрапив у полон і звільнився ціною відмови від підтримки Ерарда де Брієна і поступки ряду володінь.
Помер у 1220 році. В Лотарингії йому спадкував брат Матьє, а графство Мец перейшло до Мецької єпархії.

## Родина
Дружина — Гертруда, донька Альбрехта II, графа Дагсбурга і Меца
Діти: не було